# Bano Traoré
Bano Traoré (ur. 26 kwietnia 1985 w Ivry-sur-Seine) – reprezentujący Mali francuski lekkoatleta specjalizujący się w krótkich biegach płotkarskich, mistrz Europy juniorów z Tampere (2003) w biegu na 110 metrów przez płotki. Rekordzista Mali.

## Sukcesy sportowe
- 2003 – Tampere, mistrzostwa Europy juniorów – złoty medal w biegu na 110 m ppł
- wielokrotny medalista mistrzostw Francji w kategoriach juniorów, młodzieżowców oraz seniorów

## Rekordy życiowe
- bieg na 110 metrów przez płotki – 13,49 – Font-Romeu 13/07/2008
- bieg na 50 metrów przez płotki (hala) – 6,64 – Aubière 18/02/2007
- bieg na 60 metrów przez płotki (hala) – 7,74 – Aubière 18/02/2007